# Boo.com
Boo.com var ett brittiskt företag som drev internethandel med märkeskläder. Företaget grundades av Ernst Malmsten, Kajsa Leander och Patrik Hedelin. Företaget gick i konkurs i maj 2000, och blev ett av de första och en av de största konkurserna i internetbubblan i början av 2000-talet.
Till företagets problem hörde att deras webbplats var bristfälligt designad och alltför bandbreddskrävande för de flesta; med ett modem tog webbplatsens sidor flera minuter att ladda.

## Händelseförlopp
Ernst Malmsten och Kajsa Leander hade startat webbplatsen Bokus i augusti 1997. När Bokus såldes till KF Media under våren 1998, fick grundarna ungefär 15 miljoner kronor för sin andel i bolaget. Inblandad i försäljningen var Patrik Hedelin vid den franska banken Cheuvreux de Virieu Nordic i Stockholm. Malmsten, Leander och Hedelin kom överens om att satsa på en webbplats som skulle sälja sportkläder och skor, en grupp varor som de uppskattade kunde säljas med en vinstmarginal på 50 procent. Varorna skulle inte säljas billigare än traditionell handel men företaget bjöd på leveranskostnaden. Vid tiden fanns inget liknande företag utan det var postorderkataloger som gällde vid distanshandel av kläder.
De tre ville att webbplatsen skulle vända sig till kunder över hela världen. Våren 1998 började de åka runt till tillverkare för att presentera projektet. I New York fick de kontakt med investmentbanken JP Morgan som i augusti 1998 gick med på att bli företagets rådgivare och att hitta villiga investerare som kunde ställa upp med de 100 miljoner dollar som krävdes innan företaget blev lönsamt. Det uppskattades att försäljningen skulle uppgå till 98 miljoner dollar 1999 och 365 miljoner dollar år 2000.
Boo.com låg rätt i tiden under den IT-boom så rådde och på kort tid lyckades trion bakom det hypade företaget dra in 1,4 miljarder i riskkapital.
Boo.com ägdes av det nederländska bolaget Boo.com NV. Detta bolag ägdes av Malmsten, Leander och Hedelins bolag LMH Holding BV, det saudiarabiska bolaget Sedco, franska LVMH, italienska Benetton samt libanesiska AME. Senare togs ytterligare ägare in, bland annat investmentbanken Goldman Sachs. Den dagliga verksamheten sköttes från kontoret i centrala London, först på Carnaby Street, senare på Regent Street.
I november 1998 började bolaget anställa och öppnade åtta kontor runt världen på ställen som New York, München, Paris, Amsterdam, Madrid och Stockholm. Företaget växte raskt från att ha 140 anställda till som mest 400 anställda. I Stockholm som ansvarade för hela Norden hade man 26 anställda. Enligt tidens affärslogik gällde det att etablera sig internationellt på en gång då det ansågs att den som var först på en marknad kommer också bli störst.
På webbplatsen skulle man med 3D-teknik kunna vrida och vända på alla varor samt kunna zooma in för att se detaljer. Man skulle också kunna se hur varan såg ut på en virtuell provdocka. På webbplatsen fanns också en virtuell shoppingassistent, Miss Boo, som svarade på frågor. Stora resurser las även på marknadsföring och PR. Redan innan lanseringen var Boo.com mycket hajpat och över 350 000 personer registrerade sig för att bli meddelade när butiken öppnar.
Webbplatsen skulle öppna i maj 1999, men detta visade sig vara alltför tidigt. Gång på gång sköts premiären upp och inträffade inte förrän 3 november 1999. Förväntningarna på antalet kunder visade sig vara överdrivet; på lanseringsdagens eftermiddag hade enbart 80 beställningar kommit in och efter första veckan hade 609 personer handlat till ett värde av 64 000 dollar. Några veckor senare låg nivån på ungefär 500 beställningar i veckan till ett försäljningsvärde av 60 000 dollar. Webbplatsen fick kritik för att vara väldigt långsam och den tekniska lösning som valts innebar att de som använde Apple-datorer inte kunde handla. Varken kunder eller tekniken var mogen för att handla kläder på nätet. Den tidens långsamma modem-uppkopplingar medförde att de flesta inte ens lyckas se webbplatsen.
I januari 2000 behövde bolaget ytterligare 20 miljoner dollar. Nu ställde dock investerarna krav på företagets ledning: Hedelin hade redan tidigare lämnat ansvaret för företagets finanser men nu ville investerarna att han skulle avgå som arbetande styrelseordförande. De ville också ha bort Malmsten innan företaget introducerades på börsen. Bolaget måste också göra ytterligare kostnadsnedskärningar, medan intäkterna låg på under 100 000 dollar i veckan var utgifterna 4 miljoner dollar i veckan. 130 personer fick lämna företaget.
I mars 2000 hade bolaget fått ihop ytterligare 28 miljoner dollar genom ett konvertibelt lån. Pengarna användes för att betala leverantörsskulder och investerarna var tvungna att satsa ytterligare pengar. I april samma år lämnade investmentbanken JP Morgan sitt uppdrag som företagets rådgivare. Ytterligare försök att få investerarna att satsa mer pengar eller att hitta nya finansiärer misslyckades. Den 17 maj beslutade styrelsen att begära likvidation. Företagets ägare hade då satsat 125 miljoner dollar.
Konkursförvaltaren KPMG uppskattade efteråt att företaget hade skulder på 178 miljoner brittiska pund medan tillgångarna uppgick till 19 miljoner pund.
I en intervju efteråt har Leander sagt att det inte var något fel på affärsidén, men den tekniska plattformen var alldeles för komplicerad. "Tidsplanerna var inte realistiska heller. Och så skapade vi förväntningar hos media och allmänhet som inte gick att infria. Till detta kommer en rad småfel'" 
Grundarna skildes inte åt som vänner och såväl Ernst Malmsten som Patrik Hedelin gav ut böcker som beskrev händelseförloppet. I boo.com och IT-bubblan som sprack (2001) skriven av journalisten Gunnar Lindstedt och utgiven på DN förlag beskrev Patrik Hedelin hur han blev utmanövrerad av de Malmsten och Leander och att boo.com var resultatet av en hysteri skapad av uppblåsta pr-kampanjer. Hedelin menade att Malmsten och Leander var vårdslösa med utgifterna men duktiga på att lura finansiärer. Malmsten och Leander övervägde en stämning till följd av boken. I boo hoo, a dot.com story from concept to catastrophe (2001) skriven av Ernst Malmsten och den brittiska journalisten Erik Portange beskrev Malmsten den korta och överhettade epok då världens finansiärer lät sig fångas av tron att internet skulle förändra världen.
CNET listade 2005 boo.com som en av de 10 största IT-flopparna någonsin.

## Marknadsanalys
Boo.com lät andra halvåret 1999 utföra en marknadsanalys gällande flera länder, däribland Sverige. Projektet koordinerades från London. Analysföretaget MOA utförde undersökningen i Sverige. Analysen byggde på en relativt komplex modell av hur kläder väljs av konsumenten och sedan köps/säljs. Uppdraget var behäftat med rigorösa ”outlines” dvs instruktioner för hur modellen skulle användas och hur rapporten skulle skrivas. MOA:s dåvarande VD George A. Berglund uppmärksammade att uppmätta marknadsdata visade alarmerande värden om de analyserades utanför den angivna modellen. Följande stod klart:
- Sajten fungerade inte vare sig som marknadsföringsinstrument eller distributions-/säljkanal
- Målgruppen var inte mogen för att handla några större kvantiteter på nätet, åtminstone inte på kort och medellång sikt

Dessutom framkom att logistiken dvs den rent fysiska distributionen, lagerhållningen och betalsystemen var obefintliga eller inte alls fungerade.
Magnus Jönsson som var projektledare på MOA, informerade om marknadsdatan vid föredragningen av rapporten i London, men fick inte gehör för synpunkterna. Man fortsatte istället att analysera materialet utifrån den förut bestämda modellen. MOA hade ännu inte erhållit någon betalning för projektet. Som en direkt följd av marknadsanalysen och de uteblivna betalningarna skickades sedan påminnelser 2 ggr/vecka. Betalning ankom i slutet på mars endast ett par veckor innan konkursen.